# Relaciones Irak-México
Las naciones de Irak y México establecieron relaciones diplomáticas en 1950. Ambas naciones son miembros de las Naciones Unidas.

## Historia
A fines de la década de 1800 y principios de la década de 1900, varias oleadas de migrantes árabes llegaron a México, y muchas vinieron del Irak actual. En 1932, Irak obtuvo su independencia del Reino Unido y el 25 de septiembre de 1950, Irak y México establecieron relaciones diplomáticas. En 1977, Irak abrió una embajada en la Ciudad de México y en 1978, México abrió una embajada en Bagdad.
En 1980, México fue elegido como miembro no permanente del Consejo de Seguridad de las Naciones Unidas. En septiembre de 1980, con respecto a la guerra entre Irán y Irak, México votó a favor de la Resolución 479 del Consejo de Seguridad de las Naciones Unidas que instaba a Irán e Irak a cesar de inmediato cualquier uso de fuerza y, en cambio, resolver su disputa a través de negociaciones. En 1981, México condenó a Israel por bombardear los reactores nucleares de Irak en las afueras de Bagdad, conocida como Operación Opera. En abril de 1986, México cerró su embajada en Bagdad por la guerra Irán-Irak.
En agosto de 1990, las fuerzas iraquíes invadieron Kuwait provocando la primera guerra del Golfo. México condenó la invasión de Irak y su intención de anexar Kuwait y México apoyó la Resolución 660 del Consejo de Seguridad de las Naciones Unidas y exigió que Irak retirara sus tropas de Kuwait y México apoyó las sanciones contra el gobierno del Presidente Sadam Huseín. En 2002, México fue nuevamente elegido como miembro no permanente del Consejo de Seguridad de las Naciones Unidas. Ese año, los Estados Unidos intentaron persuadir a México para que apoyara una invasión estadounidense de Irak bajo el pretexto de que Irak mantuvo un arma de destrucción masiva, sin embargo, México se negó a apoyar la invasión y se negó a romper las relaciones diplomáticas con Irak. En marzo de 2003, México condenó la guerra de Irak.
Por un breve período en 2003, Irak cerró su embajada en la Ciudad de México, sin embargo, reabrió su misión diplomática ese mismo año. Como miembro no permanente del Consejo de Seguridad de la ONU, México votó a favor de las siguientes resoluciones relativas a Irak: la Resolución 1441, la Resolución 1483 y la Resolución 1500. Desde la guerra de Irak, México ha apoyado y votado a favor para la reconstrucción y el apoyo a las actividades en beneficio de Irak y su pueblo y para preservar el derecho fundamental del pueblo iraquí sobre sus recursos naturales, así como su derecho inalienable a decidir su propio futuro.
En julio de 2023, el director general para las Américas del Ministerio de Asuntos Exteriores de Irak, Haidar Shiyaa Al Barak, realizó una visita a México. Durante su visita, se reunió con representantes de la Secretaría de Agricultura para trabajar y discutir la firma de un memorando de entendimiento entre ambas naciones, y analizar el desarrollo de proyectos relacionados con la producción en zonas áridas y la gestión sostenible del agua.

## Visitas de alto nivel
Visitas de alto nivel de Irak a México
- Viceministro de Relaciones Exteriores Munthir Uraim (1979)
- Ministro de comercio Mohammed Mahdy Saleh (2002)
- Director general para las Américas del Ministerio de Asuntos Exteriores de Irak, Haidar Shiyaa Al Barak (2023)

## Becas
Cada año, el gobierno mexicano mediante la Secretaria de Relaciones Exteriores, ha otorgado a nacionales iraquíes becas para poder realizar estudios de especialidad, maestría, doctorado, investigación doctoral o estancia postdoctoral, además podrán tomar curso de español y cultura mexicana por seis meses, en el Centro de Enseñanza para Extranjeros de la Universidad Nacional Autónoma de México.

## Comercio
En 2023, el comercio entre Irak y México totalizó $80,5 millones de dólares. Las principales exportaciones de Irak a México incluyen: bolígrafos y marcadores punta de fieltro u otra punta porosa. Las principales exportaciones de México a Irak incluyen: válvulas y tuberías, bombas para líquidos, teléfonos y teléfonos móviles, maquinaria y aparatos mecánicos, tubos y tuberías de hierro o acero, productos químicos, pimienta, verduras, cítricos y alcohol.

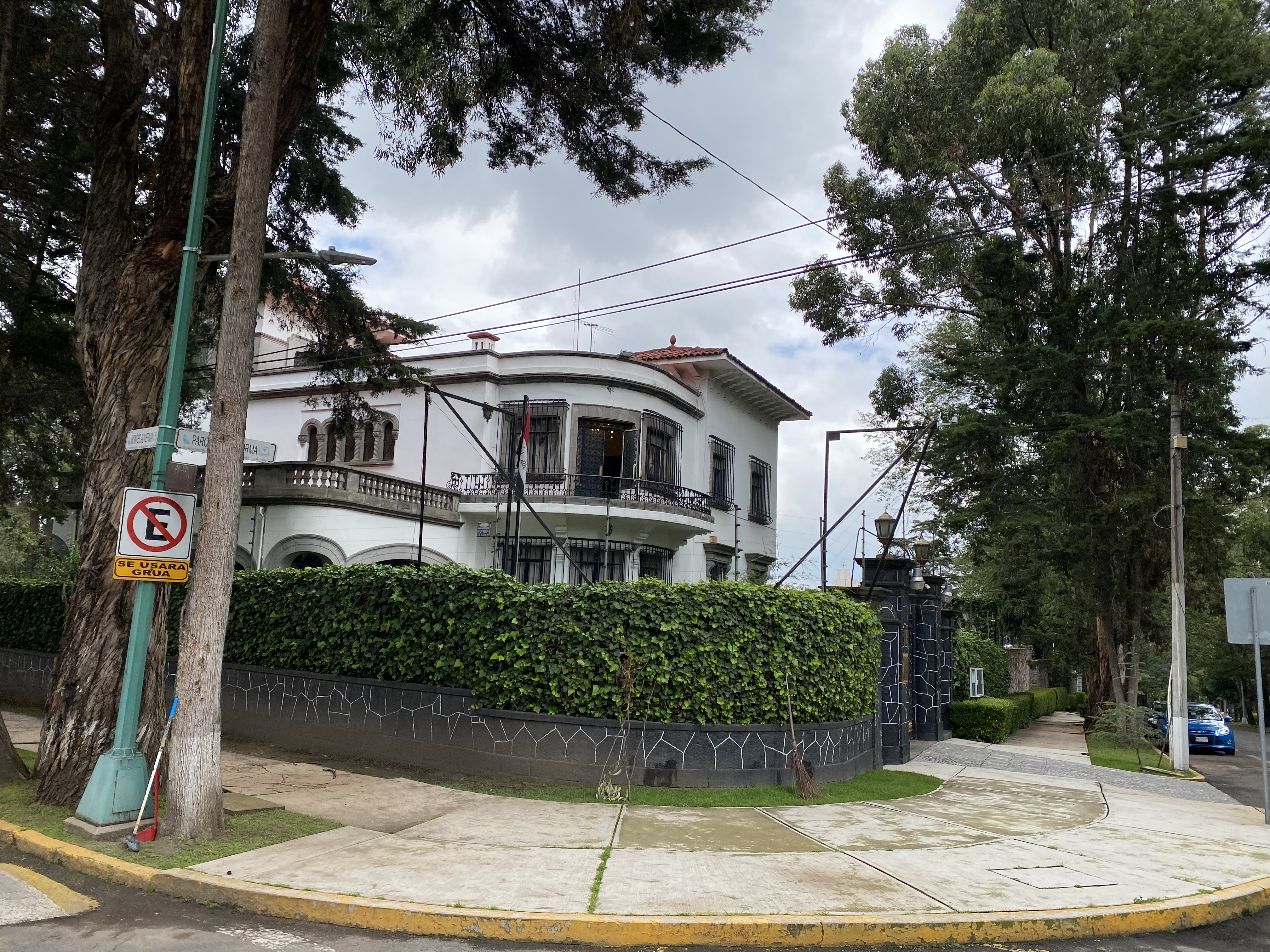
Embajada de Irak en la Ciudad de México

## Misiones diplomáticas
- Irak tiene una embajada en la Ciudad de México.[8]
- México está acreditado ante Irak desde su embajada en Abu Dabi, Emiratos Árabes Unidos.[9]